# La rueda de fuego
La Quinta Temporada de Babylon 5 abarca el año 2262 y toma su título general del episodio 19.

## Sin Compromisos
- Guionista: J. Michael Straczynski
- Directora: Janet Greek
- Título original: No Compromises

La nueva oficial al cargo de Babylon 5 llega justo a tiempo para la toma de posesión de John Sheridan como presidente de la Alianza Interestelar. Pero ni toda la seguridad del universo puede detener a un tirador solitario decidido a cambiar su vida por la de su objetivo.
- Primera aparición de Elizabeth Lochley y Byron.

## La Larga Noche de Londo Mollari
- Guionista: J. Michael Straczynski
- Director: David Eagle
- Título original: The Very Long Night of Londo Mollari

Lennier deja su puesto para unirse a los Rangers. Londo entra en coma al sufrir un fallo cardiaco.

## El Parangón de los Animales
- Guionista: J. Michael Straczynski
- Director:  Mike Vejar
- Título original: The Paragon of Animals

El mundo Enfili, bajo ataque de los corsarios, solicita unirse a la Alianza a cambio de protección. Garibaldi propone crear una unidad de élite de inteligencia compuesta por telépatas.

## Vistas desde la Galería
- Argumento: J. Michael Straczynski y Harlan Ellison
- Guionista: J. Michael Straczynski
- Directora:  Janet Greek
- Título original: A View From the Gallery

Bo y Mack, dos técnicos de mantenimiento, son testigos de la lucha del personal de la estación para rechazar una invasión alienígena.

## Curva de Aprendizaje
- Guionista: J. Michael Straczynski
- Director:  David Eagle
- Título original: Learning Curve

Cuando altos cargos de los Rangers van a Babylon 5 a dar un informe de progresos a Delenn, uno de los reclutas que les acompañan es atacado por delincuentes del Bajo Fondo.

## Relaciones Extrañas
- Guionista: J. Michael Straczynski
- Director:  John Flinn III
- Título original: Strange Relations

Bester llega a la estación con un escuadrón de sabuesos del Cuerpo Psíquico para arrestar a los telépatas de Byron, y Londo debe volver a la Base Centauri.

## Secretos del Alma
- Guionista: J. Michael Straczynski
- Director:  Tony Dow
- Título original: Secrets of the Soul

Franklin encuentra información desconcertante sobre los Hyach llevando a cabo sus nuevos deberes para la Alianza. Zack ha notado el tiempo que Lyta pasa con Byron y los suyos, y le advierte de que le dan mala espina.

## El Día de los Muertos
- Guionista: Neil Gaiman
- Director:  Doug Lefler
- Título original: Day of the Dead

Cada doscientos años, siguiendo la órbita del único cometa de su sistema solar, los brakiri celebran el Día de los Muertos, en el que, según la tradición, éstos vuelven a visitar a los vivos. Además, el dúo cómico Rebo y Zooty hace una visita a la estación.
- Primer episodio desde Cuchillos en la segunda temporada no escrito por Straczynski.

## En el Reino de los Ciegos
- Guionista: J. Michael Straczynski
- Director:  David Eagle
- Título original: In the Kingdom of Blind

Ahora que la verdad del origen de los telépatas ha salido a la luz, Byron y los suyos creen que se les debe algo, y piensan exigirlo. Mientras tanto, G'Kar causa sensación en la Base Centauri en su nuevo papel de guardaespaldas de Londo

## Una Tragedia de Telépatas
- Guionista: J. Michael Straczynski
- Director:  Tony Dow
- Título original: A Tragedy of Telepaths

Continúan los ataques a las líneas comerciales de los miembros de la Alianza, y los telépatas de Byron siguen encerrados en el Bajo Fondo. Lochley ha encontrado la solución a este último problema, pero sabe que a nadie le gustará. En la Base Centauri, Londo y G'Kar se reencuentran con alguien a quien no esperaban volver a ver.

## El Vuelo del Fénix
- Guionista: J. Michael Straczynski
- Director:  David Eagle
- Título original: Phoenix Rising

Los enfrentamientos entre los sabuesos de Bester y los telépatas renegados sacuden la estación y desembocan en una toma de rehenes en el laboratorio médico, incluido Garibaldi.

## Al Límite
- Guionista: J. Michael Straczynski
- Director:  John Copeland
- Título original: The Ragged Edge

Un contrabandista es el único testigo superviviente de uno de los ataques. Perseguido por los atacantes y por sus antiguos empleadores, se esconde en el mundo Drazi.

## El Cuerpo es Madre, el Cuerpo es Padre
- Guionista: J. Michael Straczynski
- Director:  Stephen Furst
- Título original: The Corps is Mother, the Corps is Father

Dos policías psíquicos en prácticas son asignados a Bester para que los tutele. El rastro de un telépata que ha asesinado a otro les lleva a Babylon 5.
- Este capítulo está protagonizado por Bester, siendo el jefe de seguridad Zack Allan y el médico Stephen Franklin los únicos personajes principales de la serie que aparecen en él. Cuenta también con una cabecera distinta de la del resto de la temporada.

## Meditación Sobre el Abismo
- Guionista: J. Michael Straczynski
- Director:  Mike Vejar
- Título original: Meditations on the Abyss

Delenn encarga a Lennier una misión confidencial: aprovechará su entrenamiento como cadete Ranger en la frontera del espacio centauri para buscar pruebas de los ataques a transportes comerciales.

## El Ascenso de las Tinieblas
- Guionista: J. Michael Straczynski
- Directora:  Janet Greek
- Título original: Darkness Ascending

Lise viene a ver a Garibaldi, y no está contenta con lo que encuentra; Lyta ha recogido el legado de Byron, y Lennier ha hecho avances en su nueva misión.

## Y Todos Mis Sueños, Se Vinieron Abajo
- Guionista: J. Michael Straczynski
- Director:  Goran Gajic
- Título original: And All my Dreams, Torn Asunder

El Consejo se reúne para examinar las pruebas y debatir la causa contra los centauri.
- Goran Gajic, director del episodio, es el marido de Mira Furlan.

## Movimientos de Fuego y Sombra
- Guionista: J. Michael Straczynski
- Director:  John Flinn III
- Título original: Movements of Fire and Shadow

La guerra ha sido oficialmente declarada y, ahora que la Alianza y la flota del Estrella Blanca se han involucrado activamente, Babylon 5 pasa de ser neutral a ser un objetivo potencial. Los drazi y los narn, además, quieren una campaña más ofensiva, y Vir pide un favor a Lyta y a Franklin: descubrir por qué los drazi se niegan a devolver los cadáveres de los centauri muertos en batalla.

## La Caída de la Base Centauri
- Guionista: J. Michael Straczynski
- Director:  Douglas Wise
- Título original: The Fall of Centauri Prime

Sheridan no llega a tiempo de detener el bombardeo y Delenn sigue a la deriva en el espacio. Mientras tanto, en la asolada Base Centauri, Londo descubre toda la verdad de lo ocurrido el último año, y el precio que deberá pagar para evitar más derramamiento de sangre.

## Rueda de Fuego
- Guionista: J. Michael Straczynski
- Directora:  Janet Greek
- Título original: The wheel of Fire

G´Kar descubre que el culto a su persona ha alcanzado tal límite que ya no puede soportarlo. El problema de Garibaldi sale a la luz y la Central Terrestre ha seguido el rastro de dinero de los atentados terroristas hasta Lyta, que tiene que dejar la estación pero no sin antes hacer una alianza con Garibaldi contra Bester y el Cuerpo Psíquico.

## Objetos en Movimiento
- Argumento: Harlan Ellison y J. Michael Straczynski
- Guionista: J. Michael Straczynski
- Director:  Jesús Salvador Treviño
- Título original: Objects in Motion

Tessa Halloran, la antigua Número Uno de la Resistencia en Marte está ahora en el Gobierno Provisional y viene a advertir a Lise y Garibaldi de que han contratado a alguien para matarles.

## Objetos en Reposo
- Guionista: J. Michael Straczynski
- Director:  John Copeland
- Título original: Objects at Rest

Las instalaciones del Gobierno de la Alianza en Tuzenor ya están listas, y Sheridan y Delenn deben partir. Ta'Lon es el elegido por G'Kar para sustituirle como embajador narn  y Franklin designa como su sucesora a la dra. Hobbes.

## Durmiendo en la luz
- Guionista y director: J. Michael Straczynski
- Título original: Sleeping in Light

2281: Han pasado 20 años desde la Guerra Sombra. Y aquellos que saben lo que eso significa se dirigen a Minbar para una última cena de despedida.
- Es el único capítulo que carece de sección de presentación (cabecera del programa).
- J. Michael Straczynski hace un cameo personificando al técnico que "apaga" a Babylon 5.

## Orden Mejorado
Por diversas causas, varios episodios no fueron emitidos en el orden inicialmente previsto cuando la serie emitió por vez primera. El que sigue es el orden óptimo de visionado de los episodios (los cambios vienen señalados):
- Sin soluciones de compromiso
- La larga noche de Londo Mollari
- El parangón de los animales
- Una vista desde la galería
- Curva de aprendizaje
- Relaciones extrañas
- Secretos del alma
- En el reino de los ciegos
- La tragedia de los telépatas
- Fénix resurgiendo
- En situación precaria
- El día de los muertos
- El Cuerpo es Madre, el Cuerpo es Padre
- Meditaciones en el abismo
- La oscuridad ascendente
- Y todos mis sueños hechos pedazos
- Movimientos de fuego y sombra
- La caída de Centauri Primero
- La Rueda de Fuego
- Objetos en movimiento
- Objetos en reposo
- Durmiendo en la luz

- Datos: Q1528702